# 二関節筋
二関節筋（にかんせつきん）とは、起始と停止が2つの関節をまたぐ筋を指す。

## 人間の二関節筋の例
- 上腕二頭筋 (肘関節と肩関節)[2]
- 上腕三頭筋 (肘関節と肩関節)[3]
- 大腿二頭筋長頭(坐骨結節と腓骨頭)[4]
- 半膜様筋(坐骨結節と脛骨内側顆)[4]
- 半腱様筋(坐骨結節と脛骨上部の内側面)[2]
- 腓腹筋 (膝関節と踵骨隆起)[5]
- 大腿直筋 (股関節と膝関節)[4]

## 解剖学
大腿二頭筋長頭のレバーアーム長は股関節・膝関節での角度が変化しても常に股側で膝側よりも大きく、股関節屈曲角度が増大するにつれて増大し、腓腹筋のレバーアーム長は膝関節・足関節角度が変化しても常に足側で膝側よりも大きく、足底屈角度が増大するにつれて増大した。
股関節屈曲位の大腿直筋の筋放電量は膝関節屈曲位が軽度屈曲位よりも高い一方、股関節伸展位では大腿直筋の筋放電量に膝関節角度の影響が認められず、二関節筋である大腿直筋は股関節が伸張した状態では膝関節角度を変化させても筋放電量の差を生じさせる程の影響が認められないと推察される。

## 機能
リンク機構系先端に外力が加えられたとき拮抗二関節筋が装備された機構では負荷の方向と変位の方向は一致
して問題ないが、拮抗二関節筋のない機構では一致せずにずれてしまう。拮抗二関節筋を含む3対の拮抗筋の存在が系先端剛性の楕円を自由に制御でき、機構的に外部擾乱に対して四肢先端からの感覚情報のフィードバックなしでも安定した姿勢制御を可能としていることを工学的解析の結果が示している。
拮抗二関節筋を含む人体四肢モデルである出力分布を構成する筋力の組み合わせを考えると3対6個の実効筋の1つを決めてやらなければ解は求まらない。これはある1つの筋が疲弊しても他の筋の出力の調整で全体の出力特性には影響は出ないこと，すなわち融通無碍の高い適応能力を示している。